# 圣福斯卡堂 (威尼斯)

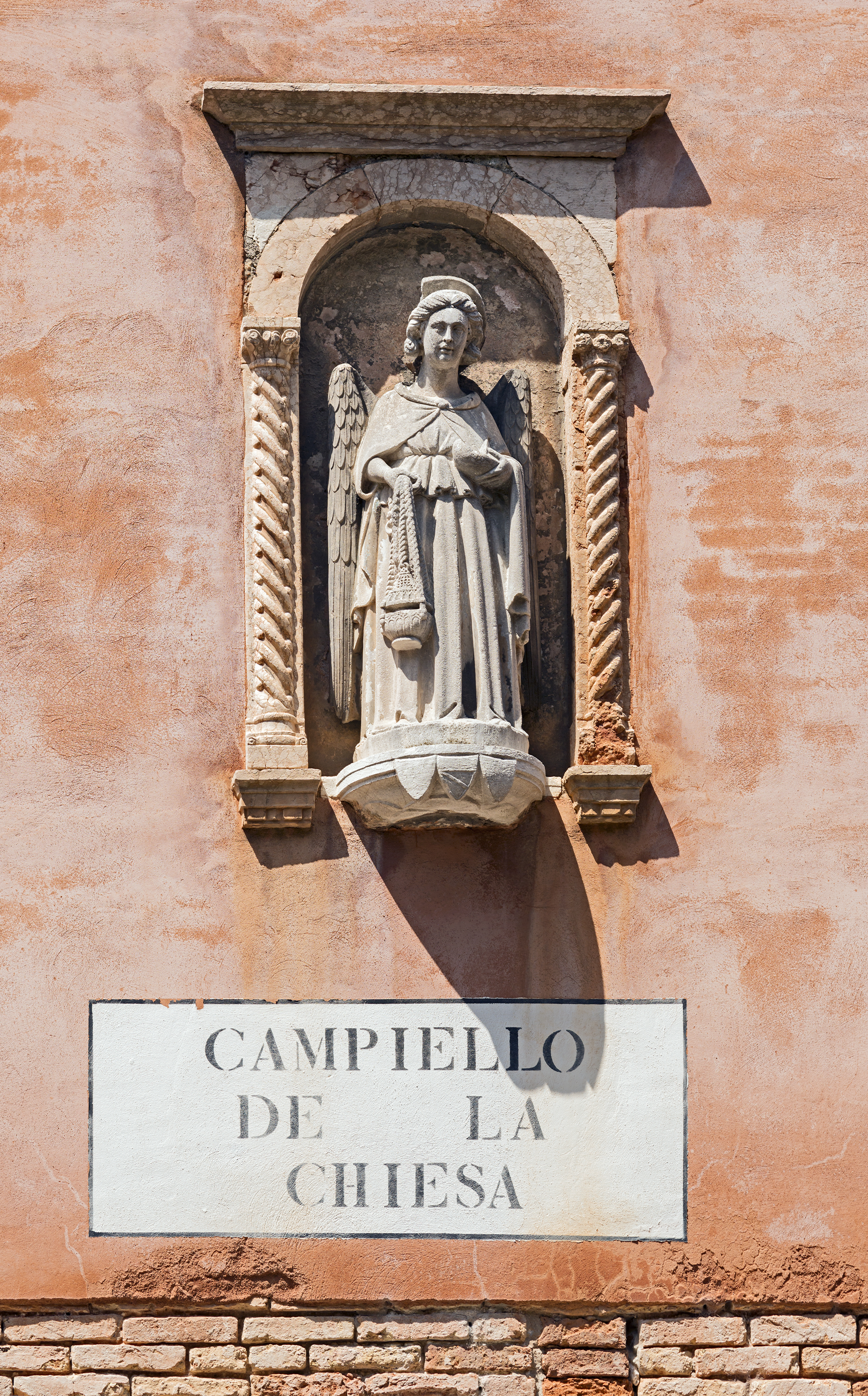

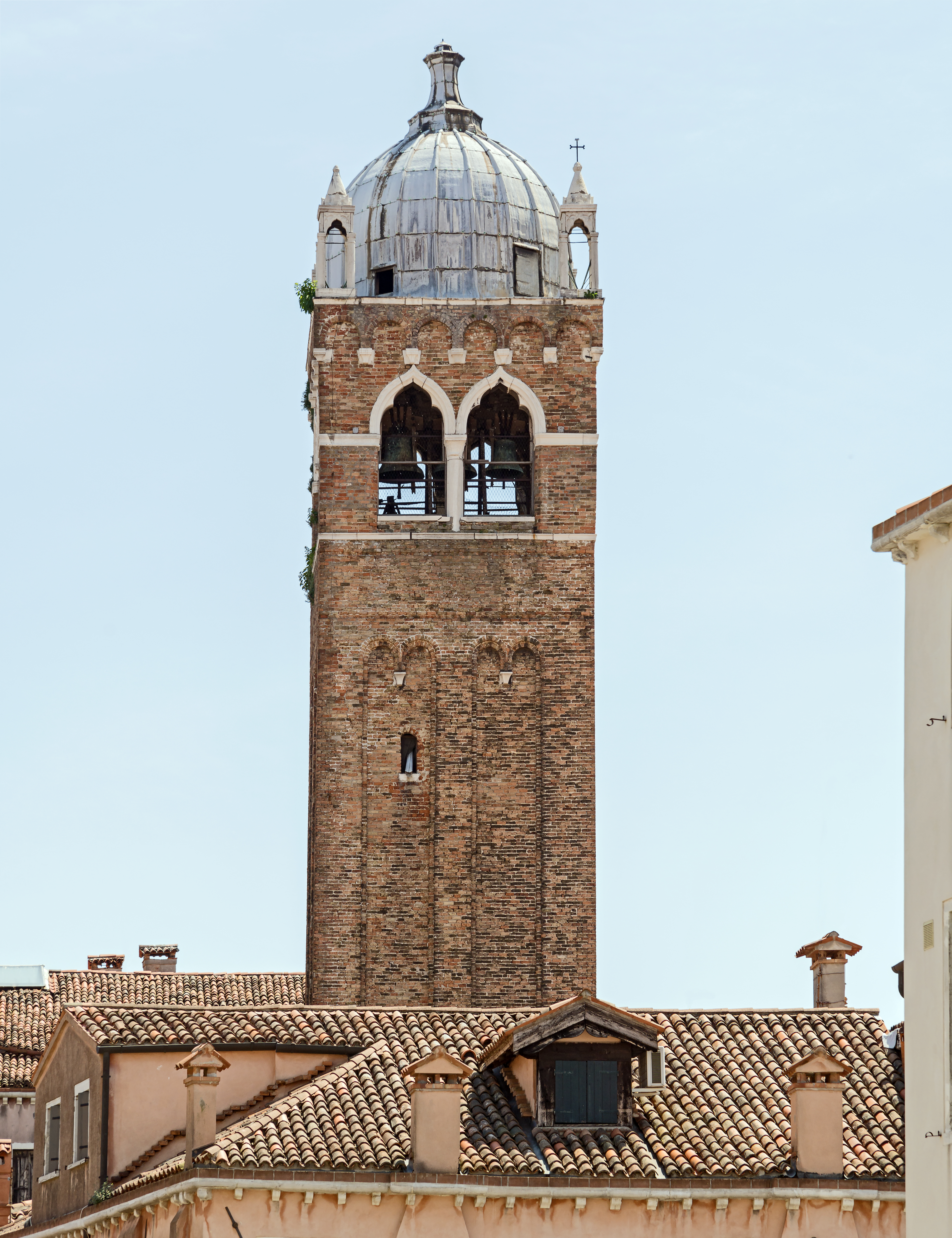

圣福斯卡堂（Santa Fosca）是一座教堂，位于意大利威尼斯的卡纳雷吉欧区，毗邻新街（Strada Nova）, 面对圣福斯卡广场（campo of Santa Fosca）。广场上耸立着保罗·萨尔皮铜像。
文件证明这个名字的教堂可以追溯到10世纪。目前的建筑系18世纪初重建。 
立面（1733年至1741年）由建筑师多梅尼科·罗西（Domenico Rossi）设计，贵族多纳家族赞助修建。这个家族曾经占据毗邻的乔瓦内利宫。教堂现在属于圣茂古拉堂本堂区。
内部有菲利波比安奇的“天主圣三和圣母”，而祭台画“圣福斯卡的生平”由弗朗切斯科·米廖里（Francesco Migliori）所绘。该堂应该与附属于圣母升天圣殿 (托尔切洛岛)的托尔切洛岛圣福斯卡堂相区别。